# Challenger de Pereira 2010
El Seguros Bolívar Open 2010 fue un torneo profesional de tenis que se disputó en cancha de polvo de ladrillo en la ciudad de Pereira, Colombia, desde el 12 de abril al 18 de abril. Formó parte del ATP Challenger Series 2010.
El torneo comenzó disputarse en las canchas del club campestre de la ciudad en el cuadro clasificatorio el día sábado 10 de abril, ese día y el día siguiente, Juan Sebastián Gómez, Facundo Bagnis, Michael Quintero e Ivan Endara lograron clasificarse al cuadro principal.
El campeón defensor era Alejandro Falla pero no participó porque asistió a otro torneo. Después de una semana de juego, el local y primer cabeza de serie del torneo, Santiago Giraldo, coronó campeón sin perder ningún set en todo el torneo, por el lado de dobles, los primeros preclasificados del torneo, Dominik Meffert y Philipp Oswald se alzaron con el triunfo.

## Campeones
- Individuales masculinos:  Santiago Giraldo a  Paolo Lorenzi 6-3, 6-3.

- Dobles masculinos:  Dominik Meffert/  Philipp Oswald da  Gero Kretschmer/  Alex Satschko 6–7(4), 7–6(6), [10–5].

## Cabezas de serie
A continuación se detallan los cabeza de serie de cada especialidad

### Cabezas de serie (individuales masculino)
| 1. | Santiago Giraldo    | derrotó a     | Paolo Lorenzi      | Campeón   |
| 2. | Paolo Lorenzi       | derrotado por | Santiago Giraldo   | Final     |
| 3. | Paul Capdeville     | derrotado por | Giovanni Lapentti  | 1ª Ronda  |
| 4. | Joao Souza          | derrotado por | Dominik Meffert    | 2.ª ronda |
| 5. | Sebastian Decoud    | derrotado por | Leonardo Tavares   | 1ª Ronda  |
| 6. | Gaston Gaudio       | derrotado por | Facundo Bagnis     | 2.ª ronda |
| 7. | Carlos Salamanca    | derrotado por | Santiago Giraldo   | Semifinal |
| 8. | Alexandre Sidorenko | derrotado por | Arnau Brugués-Davi | 1ª Ronda  |

### Cabezas de serie (dobles masculino)
| 1. | Dominik Meffert / Philipp Oswald | derrotaron a   | Gero Kretschmer/ Alex Satschko     | Campeones |
| 2. | Joao Souza/ Leonardo Tavares     | derrotados por | Sebastian Decoud/ Carlos Salamanca | 1ª Ronda  |
| 3. | Martin Alund/ Diego Cristin      | derrotados por | Cristian Benedetti/ Gastón Gaudio  | 1ª Ronda  |
| 4. | Fernando Romboli/ Marcio Torres  | derrotadospor  | Attila Balázs/ Riccardo Ghedin     | 1ª Ronda  |

## Puntos y premios
- Singles

| Ronda            | Puntos | Premios |
| Campeón          | 90     | 7.200   |
| Finalista        | 55     | 4.240   |
| Semifinal        | 33     | 2.510   |
| Cuartos de final | 17     | 1.480   |
| Segunda ronda    | 8      | 880     |
| Primera ronda    | 0      | 520     |
| Calificado       | 5      |         |

- Dobles

| Ronda            | Puntos | Premios |
| Campeón          | 90     | 3.100   |
| Finalista        | 55     | 1.800   |
| Semifinal        | 33     | 1.080   |
| Cuartos de final | 10     | 640     |
| Primera ronda    | 0      | 360     |